# Maja Plisecká

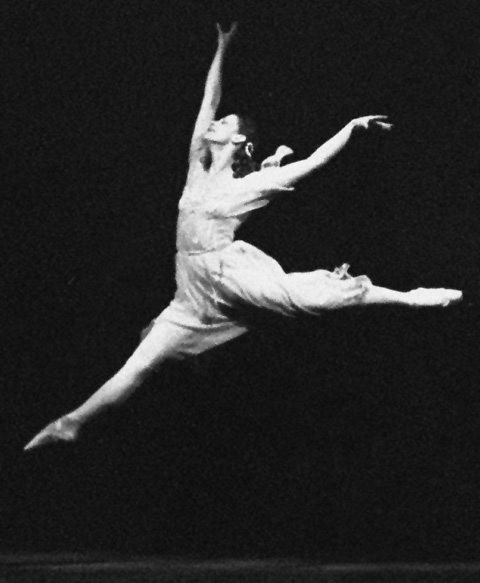
Maja Plisecká (1961)

Maja Plisecká (rusky: Ма́йя Миха́йловна Плисе́цкая) (20. listopadu 1925, Moskva, SSSR – 2. května 2015, Mnichov, Německo)  byla významná ruská baletka, primabalerína Velkého divadla v Moskvě (1960–1989), národní umělkyně SSSR. Hrála ve filmech, pracovala jako choreografka, pedagožka a byla autorkou memoárů. Její manžel Rodion Ščedrin je hudební skladatel a národní umělec SSSR.

## Životopis

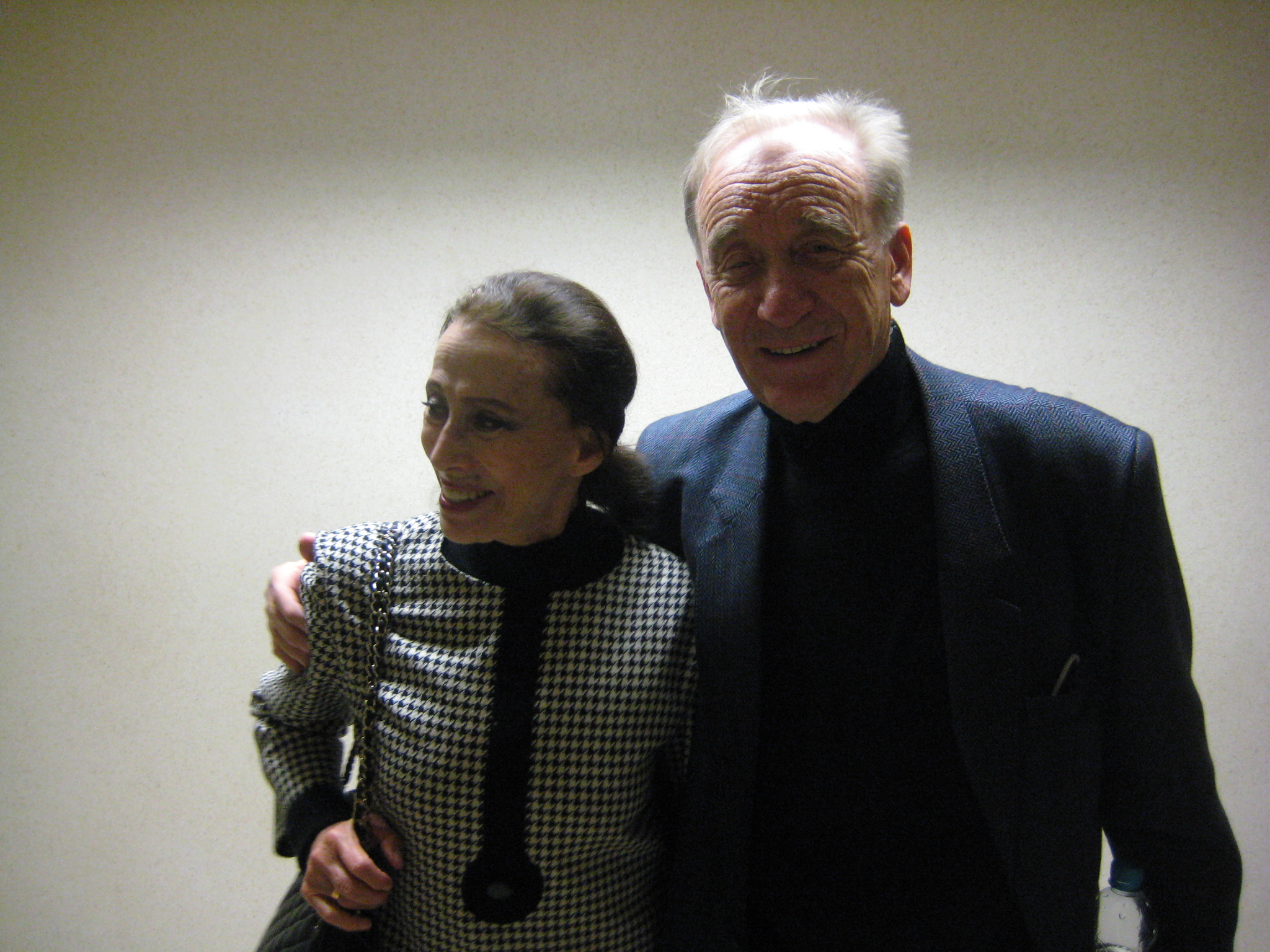
Plisecká se svým manželem v roce 2009

Narodila se 20. listopadu 1925 v Moskvě, do židovské rodiny, manželům Rachil Michajlovně Messererové a Michailu Emmanueloviči Pliseckému. Matka byla herečka němého filmu a otec byl hospodářský činitel SSSR. Od roku 1932 do roku 1936 žila Maja v Norsku, na ostrově Západní Špicberk, kde její otec ze začátku pracoval jako vedoucí společnosti Arktikugol (těžba uhlí) a poté jako generální konzul SSSR. Během stalinských čistek v noci 30. dubna 1938 byl zatčen a téhož roku odsouzen a popraven. Její matka byla vyslána do Kazachstánu, do pracovního tábora u Akmolinsku, určeného jen pro ženy, jejichž manželé „zradili“ svou vlast. Aby nemusela malá Maja do dětského domova, ujala se jí její teta z matčiny strany, Sulamith Messererová, povoláním baletka.
Roku 1943 vystudovala Moskevskou choreografickou konzervatoř (pedagogové: E. Gerdtová, M. Leontjevová). Hned poté byla přijata do divadelní skupiny Velkého divadla v Moskvě, v němž zůstala až do roku 1990. Záhy začala tancovat sólové role a v roce 1960 po smrti Galiny Ulanovové získala status primabaleríny. V roce 1959 Maja Plisecká získala titul národní umělkyně SSSR. V této době Plisecká již byla proslulá jako jedna z nejvýznamnějších tanečnic klasického i moderního baletu jak v Sovětském svazu, tak i v zahraničí (přestože kvůli zákazům sovětských úřadů poprvé vycestovala do zahraničí teprve v roce 1959).
Roku 1958 si vzala za manžela hudebního skladatele Rodiona Ščedrina, který později napsal pro Pliseckou několik baletů, v nichž se uplatnila nejen jako baletka, ale také jako choreografka (Carmen, Anna Kareninová, Racek aj.).
Od roku 1959, kdy se souborem Velkého divadla poprvé hostovala v USA a Kanadě, často vystupovala v Německu, Francii, Španělsku a dalších zemích. Roku 1984 – umělecká ředitelka baletu Římské opery, 1987–1989 – umělecká ředitelka Španělského národního baletu v Madridu.
V roce 1989 proběhlo závěrečné vystoupení Plisecké jako primabaleríny Velkého divadla a také řada velkých koncertů v zahraničí. Scénu poprvé opustila ve svých 65 letech.
Roku 1994, rok před svými 70. narozeninami, vydala v Moskvě knihu memoárů Ja, Maja Plicecká (rusky: Я, Майя Плисецкая), která byla později několikrát vydána znovu a přeložena do mnoha světových jazyků (česky vyšla v roce 1997 s názvem Já Maja v překladu Ludmily Duškové). Na své 70. výročí pak několikrát vystupuje v Moskvě a Petrohradě s významnými tanečníky z New Yorku, Londýnu a Paříže.
V roce 2000 na počest 50. výročí své taneční kariéry měla premiéru v baletu Ave Maya dle choreografie Maurice Béjarta. Roku 2007 vydává v Moskvě další knihu s názvem Po třiceti letech (rusky: Тринадцать лет спустя).
Od roku 1980 až do své smrti trávila se svým manželem hodně času v zahraničí (Španělsko, Itálie, Německo, USA). Po rozpadu SSSR žila převážně v Mnichově v Německu a také často pobývala v Moskvě a Petrohradu. Volný čas též ráda trávila na své chatě v Litvě poblíž Hradu Trakai.
Zemřela na infarkt 2. května 2015 v Mnichově ve věku 89 let.

## Kariéra
Kariéra Plisecké začala v roce 1934, kdy byla přijatá do baletní školy Velkého divadla v Moskvě a po dobu šesti let studovala u E. Gerdtové a později u M. Leontjevové. Její první veřejné vystoupení ve Velkém divadle proběhlo již v roce 1937 ve věku 11 let v baletu Šípková Růženka. Roku 1943 absolvovala Moskevskou choreografickou konzervatoř a hned poté byla přijatá do souboru Velkého divadla, kde fakticky od začátku získala sólové role v baletech Giselle, Louskáček, Raymonda, Labutí jezero, Don Quijote aj.
I přes své velké profesionální úspěchy však Plisecká po dlouhou dobu nemohla na zákaz sovětských úřadů vyjet do zahraničí, ačkoliv v té době již fakticky získala celosvětovou popularitu jako jedna z nejvýznamnějších tanečnic klasického i moderního baletu. Už od začátku byla Plisecká jiná než ostatní baletky. Široké okolí zaujala nejen svým vzhledem, charismatem a okouzlující postavou, ale i vysokými skoky a technikou svého tance a dodnes je často je citována jako jedna z největších baletek 20. století.
Roku 1959 jí byl konečně povolen výjezd do USA a Kanady, kde hostovala se souborem Velkého divadla, a tato vystoupení měla velký úspěch. V témž roce získala titul národní umělkyně SSSR a po smrti velké baletky Galiny Ulanovové též titul primabaleríny Velkého divadla v Moskvě.
V následujících letech Maja Plisecká tancuje sólové role v baletech Romeo a Julie, Spartak, Šiková Růženka a dalších, a zároveň zkouší pracovat jako choreografka v nových baletech, které speciální pro ni složil její manžel, významný ruský skladatel Rodion Ščedrin: Carmen, Anna Kareninová, Racek, Dáma s psíčkem aj. Ve filmovém ztvárnění Anny Kareninové si též v roce 1967 zahrála roli kněžny Tverské.
V 80. letech tráví společně s manželem hodně času v zahraničí, spolupracuje s významnými francouzskými a americkými choreografy, v letech 1983–1984 působí jako umělecká ředitelka baletu Římské opery, 1987–1989 – umělecká ředitelka Španělského národního baletu v Madridu. Od roku 1978 tancuje slavné Bolero (Ravel) dle choreografie (Maurice Béjarta). V této době je její kariéra na vrcholu, kromě uznání v Sovětském svazu se těší velkému úspěchu i v Americe, Evropě či Asii, dostává velké množství celosvětových ocenění.
Svoji taneční kariéru oficiálně ukončila ve svých 65 letech. V roce 1989 zároveň proběhlo závěrečné vystoupení Plisecké jako primabaleríny Velkého divadla a také řada velkých koncertů v zahraničí. I v následujících letech však dále vystupovala po celém světě a působila také jako pedagožka. Na své 70. výročí pak několikrát vystupovala v Moskvě a Petrohradě s významnými tanečníky z New Yorku, Londýnu a Paříže. V roce 2000 na počest 50. výročí své taneční kariéry měla premiéru v baletu Ave Maya dle choreografie Maurice Béjarta.
Mezi její nejznámější baletní role patří: Odetta – Odílie (Labutí jezero), Aurora (Šípková růženka), Raymonda (ve stejnojmenném baletě Glazunova), paní Měděné hory (Kamenný kvítek Prokofjeva, Mechmene Banu (Legenda o lásce Melikova), Carmen (Carmen Rodiona Ščedrina) a mnohé jiné. Svůj život a kariéru popsala v několika memoárech.

## Ocenění a vyznamenání
Byla oceněna několika Řády za zásluhy o vlast – za mimořádný přínos v oblasti národní kultury, za příspěvky současného choreografického umění a za mnoho let tvůrčí činnosti. Kromě toho dostala i mnoho dalších ocenění a vyznamenání:
- První cena, Mezinárodní soutěž v Budapešti (1949)
- Řád Anny Pavlovny, Pařížská Akademie tance (1962)
- Leninova cena (1964)
- Hrdina socialistické práce (1985)
- Rytíř Čestné legie (Francie, 1986)
- Praemium Imperiale (Japonsko, 2006)
- Tři Řády Lenina (1967, 1976, 1985)
- Zasloužilá umělkyně RSFSR (1951)
- Národní umělkyně RSFSR (1956)
- Národní umělkyně SSSR (1956)
- Komandér Řádu umění a literatury (Francie, 1984)
- Velký komandérský kříž Řádu za zásluhy o Litvu (2003)
- Řád vycházejícího slunce 3. třídy (Japonsko, 2011)

## Filmografie
- Fantazie (TV film, 1976)* Anna Kareninová (1974)
- Čajkovskij (1970)
- Únos (1969)
- Anna Kareninová (1967)
- Dáma s psíčkem (1960)
- Hvězdy baletu (1953)